# Taufbecken St. Bartholomäus (Wittenburg)

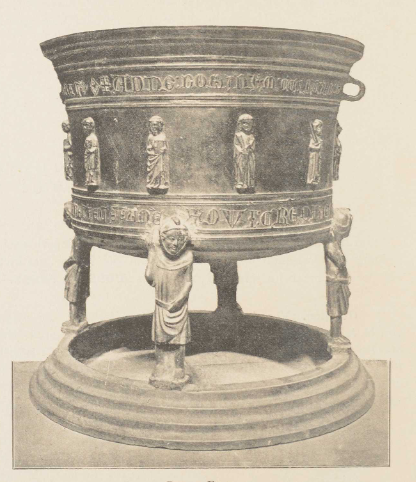
Tauffünte in Wittenburg

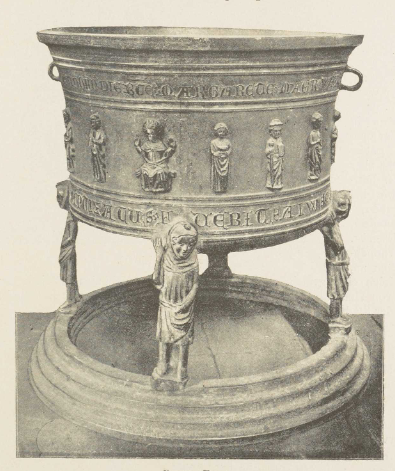
Tauffünte in Wittenburg

Das Taufbecken in der Kirche St. Bartholomäus in Wittenburg, einer Stadt im Landkreis Ludwigslust-Parchim in Mecklenburg-Vorpommern, wurde 1342 geschaffen. Die circa einen Meter hohe Bronzefünte, die von Meister Wilkinus aus Lüneburg gegossen wurde, ist als Teil der Kirchenausstattung ein geschütztes Baudenkmal.
Das Taufbecken aus Bronze, das von vier Mönchen getragen wird, hat auf dem Kessel Reliefs, die Christus und die zwölf Apostel darstellen. Im Inneren des Kessels ist eine getriebene Messingschüssel mit der Darstellung der Verkündigung des Herrn, die laut Inschrift aus dem Jahr 1630 stammt und mit H. LÜBBERT FRESE bezeichnet ist.
Unterhalb und oberhalb der Figurenreihe sind Inschriften mit gotischer Majuskel in lateinischer Sprache angebracht. Die Übersetzung der unteren Inschrift lautet: „Wer da glaubet und getauft wird, der wird selig werden, im Namen des Vaters, des Sohnes und des Heiligen Geistes. Amen.“ Die obere Inschrift lautet: „Im Jahre des Herrn 1342 am Tage der seligen Margarete hat mich Meister Wilkinus angefertigt.“